# 汐止町
汐止町（しおとめちょう）は、愛知県名古屋市港区の地名。丁番を持たない単独町名である。居住者はいない（2018年3月1日現在）。住居表示未実施地域。「しおどめちょう」と読まれることも多いという。

## 地理
名古屋市港区南部に位置する。東と西は名古屋港、南は空見町、北は野跡に接する。

## 歴史

### 町名の由来
汐を止めるという意味でつけられたとされる。

### 沿革
- 1936年（昭和11年）4月1日 - 南区汐止町として成立[1]。当地は名古屋港築港12号地の一部で、公有水面埋立地であった[2]。（0.9ヘクタール[4]）
- 1937年（昭和12年）10月1日 - 港区成立に伴い、同区汐止町となる[1]。
- 1940年（昭和15年）2月15日 - 埋立地を編入[1]。
- 1943年（昭和18年）4月10日 - 埋立地を編入[1]。
- 1957年（昭和32年）3月15日 - 埋立地を編入[1]。
- 1959年（昭和34年）6月1日 - 埋立地を編入[1]。
- 1970年（昭和45年）2月16日 - 埋立地を編入[1]。
- 1985年（昭和60年）7月15日 - 一部が野跡二丁目・同三丁目・同四丁目にそれぞれ編入される[1]。

## 学区
市立小・中学校に通う場合、学校等は以下の通りとなる。また、公立高等学校に通う場合の学区は以下の通りとなる。
| 番・番地等 | 小学校               | 中学校               | 高等学校 |
| ---------- | -------------------- | -------------------- | -------- |
| 全域       | 名古屋市立野跡小学校 | 名古屋市立港南中学校 | 尾張学区 |

## 施設
- ニチハ

町域の大部分を占める。
- 森定興商[2]
- 三菱倉庫[2]
- 東海ラジオ放送が開局する際、愛知県・岐阜県・三重県への電波の伝播を考慮し、当地に送信所を設置する予定であったが、折しも伊勢湾台風により冠水したため、災害に強い用地を求め、海部郡七宝町（あま市）に開局することとなった[5]。東海ラジオ放送七宝送信所も参照のこと。

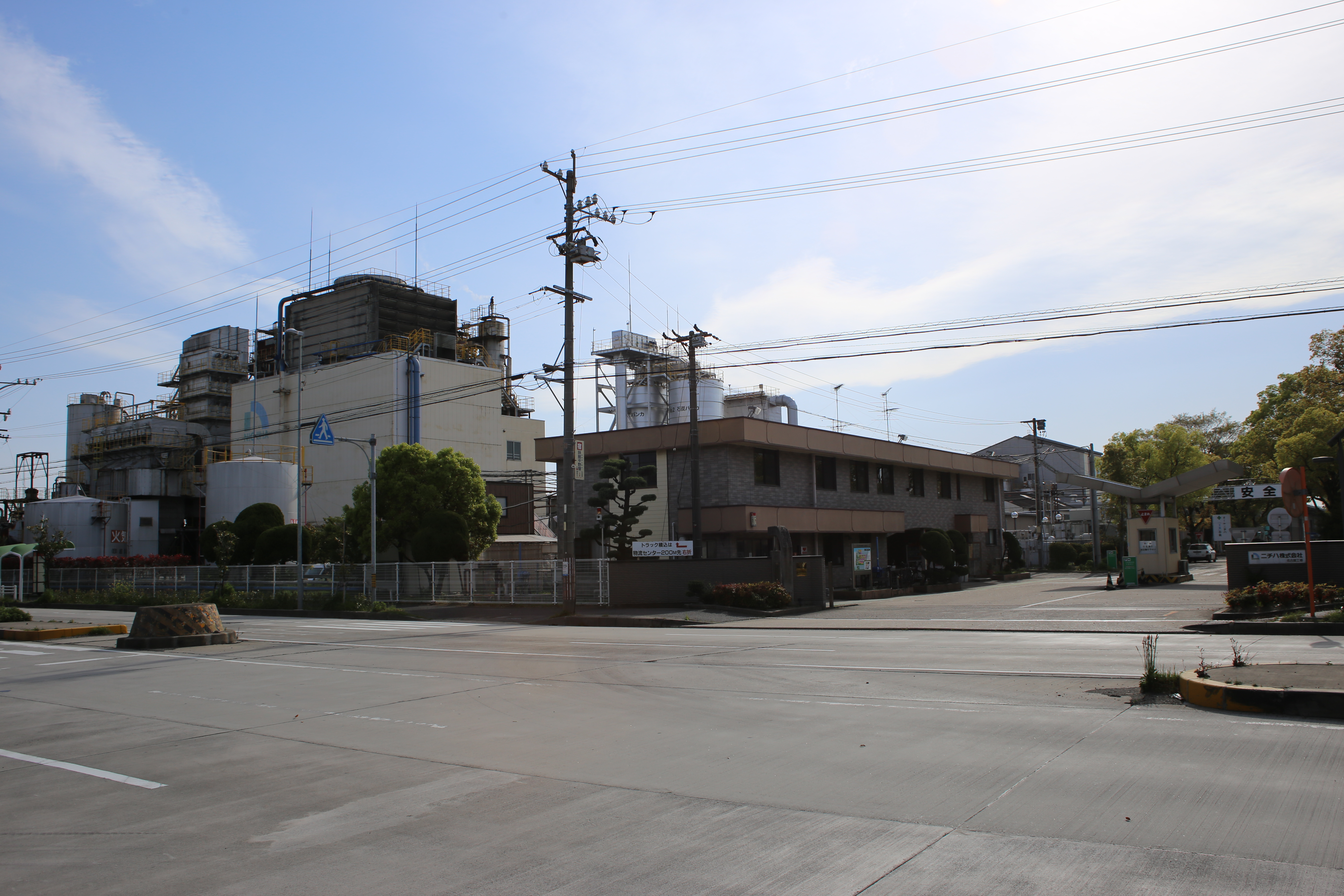
ニチハ（2017年4月）

## その他

### 日本郵便
- 郵便番号 : 455-0846[WEB 3]（集配局：名古屋港郵便局[WEB 8]）。

### WEB
1. ↑  “愛知県名古屋市港区の町丁・字一覧”.   人口統計ラボ. 2017年4月8日閲覧。
2. 1 2  “町・丁目(大字)別、年齢(10歳階級)別公簿人口(全市・区別)”.   名古屋市 (2019年3月20日). 2019年3月21日閲覧。
3. 1 2  “郵便番号”.  日本郵便. 2019年3月17日閲覧。
4. ↑  “市外局番の一覧”.   総務省. 2019年1月6日閲覧。
5. ↑  名古屋市役所市民経済局地域振興部住民課町名表示係 (2015年10月21日). “港区の町名一覧”.   名古屋市. 2020年11月15日閲覧。
6. ↑  “市立小・中学校の通学区域一覧”.   名古屋市 (2018年11月10日). 2019年1月14日閲覧。
7. ↑  “平成29年度以降の愛知県公立高等学校（全日制課程）入学者選抜における通学区域並びに群及びグループ分け案について”.   愛知県教育委員会 (2015年2月16日). 2019年1月14日閲覧。
8. ↑  “郵便番号簿 2018年度版” (PDF).   日本郵便. 2019年4月14日閲覧。

### 書籍
1. 1 2 3 4 5 6 7 8 9  名古屋市計画局 1992, p. 839.
2. 1 2 3 4 5 6  名古屋市計画局 1992, p. 520.
3. 1 2  「角川日本地名大辞典」編纂委員会 1989, p. 1531.
4. ↑  名古屋市計画局 1992, p. 68.
5. ↑  東海ラジオ放送 1979, pp. 93–94.